# Транскаспійський транспортний маршрут

Логотип Транскаспійського транспортного маршруту

Карта Транскаспійського транспортного маршруту

Транскаспійський транспортний маршрут (ТТМ) — міжнародний транспортний маршрут «Китай—Туреччина—Європа», складова Нового шовкового шляху з Китаю до країн західної Європи в обхід Росії.
Покликаний забезпечити транспортний зв'язок між Китаєм і Європою в обхід Росії — через Казахстан, Азербайджан, Грузію і Туреччину.
Проект започаткований у жовтні 2013 року створенням Координаційного комітету з розвитку Транскаспійського міжнародного транспортного маршруту (ТМТМ). 30 листопада 2015 в Стамбулі відбулася презентація можливостей та перспектив розвитку Транскаспійського міжнародного транспортного маршруту Китай—Туреччина—Європа.
14 січня 2016 протокол про встановлення конкурентоспроможних пільгових тарифів на вантажоперевезення Транскаспійським міжнародним транспортним маршрутом підписала Україна, 15 січня з Одеси за цим маршрутом відбув перший потяг. Очікується, що маршрут зможе не тільки нівелювати збитки від розпочатої Росією транспортної блокади перевезень, але економічно може стати більш вигідним.
Проект реалізують «Залізниці Китаю», АТ «Казахстанські залізниці», ЗАТ «Азербайджанські залізниці», ЗАТ «Азербайджанське Каспійське морське пароплавство» і «Бакинський міжнародний морський торговий порт», «Грузинська залізниця».